# Parque temático Bosque Macuto
El Serpentario Bosque Macuto (también escrito Parque Temático Bosque Macuto)
es el nombre que recibe un parque zoológico público localizado en la ciudad de Barquisimeto, capital del estado Lara, al occidente del país sudamericano de Venezuela. Se trata de una propiedad del gobierno del municipio Iribarren a través de la institución municipal denominada «Fundación Bosque Macuto» asentada en lo que muchos años atrás fue un hacienda llamado también Macuto. Aunque inicialmente se especializaba solo en serpientes incluye ahora otras instalaciones como un vegetarium, restaurantes, parques infantiles y un zoológico.
Es uno de los zoológicos supervisados por la Fundación nacional de Parques Zoológicos y Acuarios bajo el código ZOO-ACV019.

## Historia
Cuenta la tradición que en los años 50, los pobladores de Barquisimeto se refugiaban en su tiempo libre en un denso bosque de neblinas, que con dificultad dejaban entrar a los rayos del sol, de aromas continuos que invitaban al que llegaba a aislarse de esa pequeña ciudad, que apenas vislumbraba su desarrollo. Veredas húmedas que se unían a través de puentecitos de madera accedían a ese hermoso lugar que ocultaban los prominentes chaguaramos, un oasis de paz rodeado por el ceniciento río Turbio que los indios Caquetíos denominaron Macuto o “espata de las palmeras”, en su vocabulario. Además del agraciado paisaje que atrajo a la población de la época a conocer este lugar, el bosque contaba con un atractivo sin precedentes en Venezuela, muy poco conocido en la actualidad. En 1936 se construyó la primera piscina de uso público en el país, una estructura en forma de guitarra situada en una de las riberas del Turbio, en Macuto. 

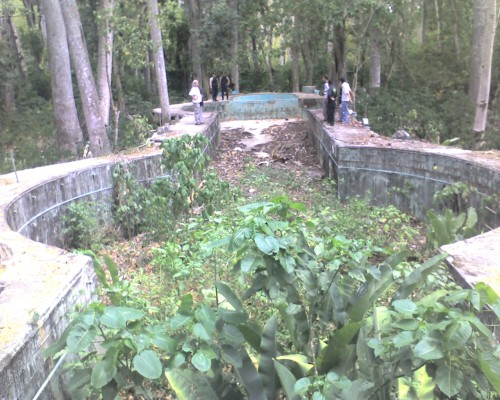
Estado actual de las piscinas del Bosque Macuto

## Galería

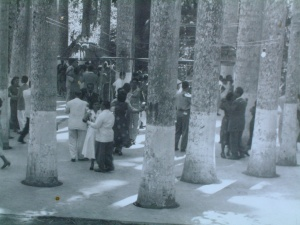
Pista de baile en los años 30 en el Bosque Macuto

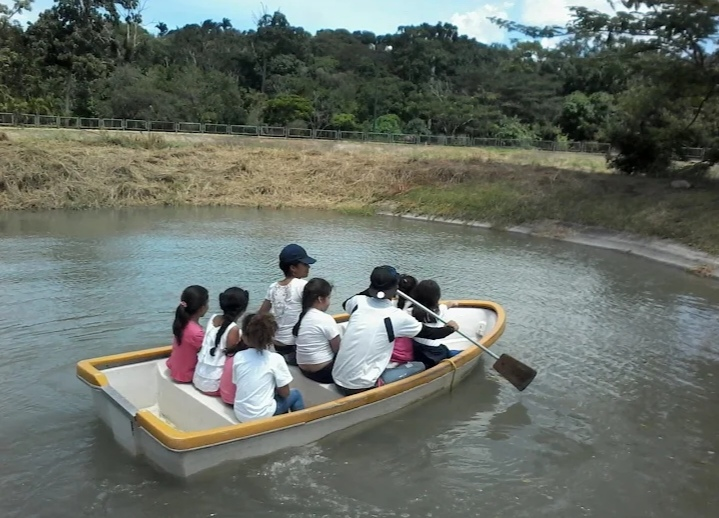
Paseo en canoa en el Bosque Macuto

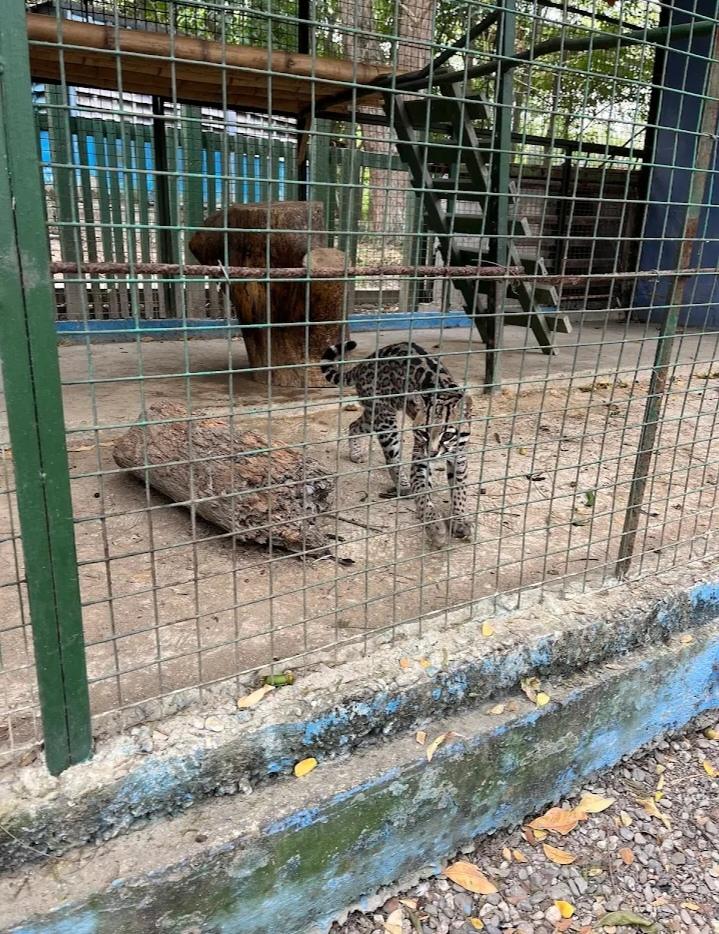
Zoológico en el Bosque Macuto

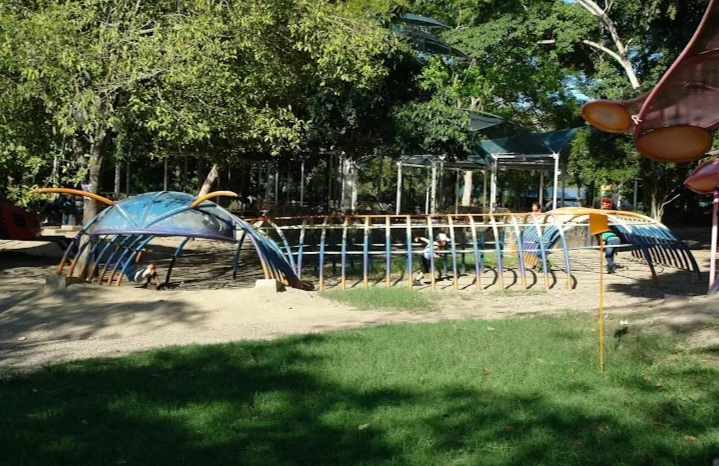
Parque del Bosque Macuto

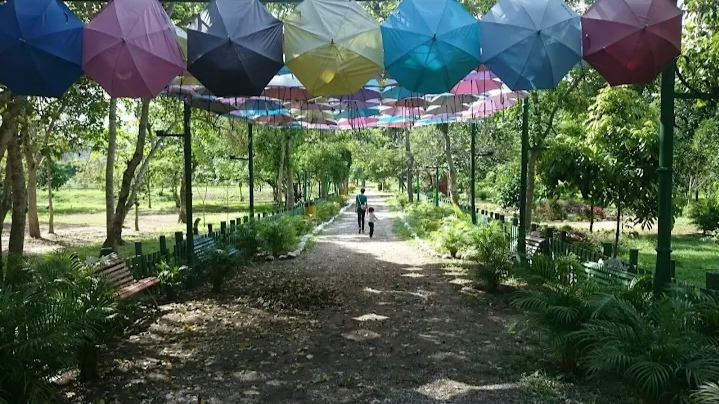
Camino en el Bosque Macuto

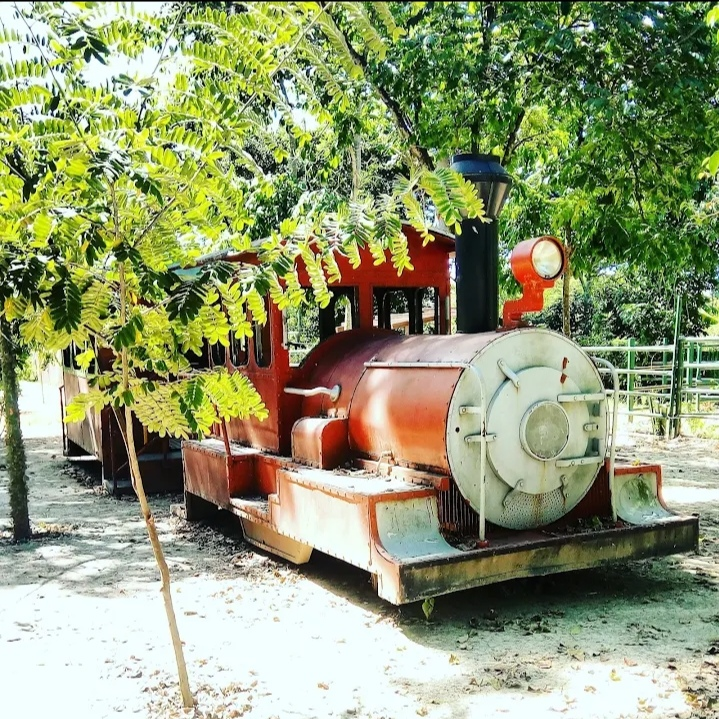
Tren en el parque del Bosque Macuto

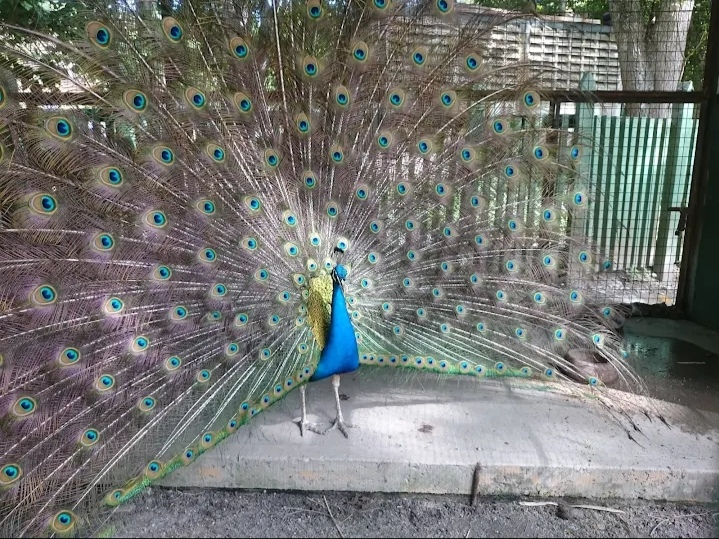
Pavo Real en el Bosque Macuto